# Elysia cf. marginata
Elysia cf. marginata – gatunek morskiego ślimaka, występującego w Oceanie Spokojnym u wybrzeży Japonii. Posiada zdolność odrzucenia całego tułowia (skrajnej autotomii) dzięki fotosyntezie przeprowadzanej przez chloroplasty przejęte od zjadanych glonów (kleptoplastii) i odtworzenia go, prawdopodobnie tylko u młodszych osobników.
Głowa po autotomii jest zdolna do samodzielnego poruszania zaraz po odrzuceniu tułowia. Rana goi się w ciągu kilku dni, a już po kilku godzinach osobnik rozpoczyna żerowanie. W ciągu tygodnia osobnik zaczyna odbudowywać serce, a po trzech tygodnia proces zostaje ukończony.
Jedna z 4 kryptycznych odmian wyróżnianych w kompleksie gatunkowym Elysia marginata.